# Burning Bright (singolo)
Burning Bright è un singolo del gruppo musicale statunitense Shinedown, pubblicato nel 2004 ed estratto dall'album Leave a Whisper.

## Tracce
1. Burning Bright (Sanford Mix) - 3:45
2. Burning Bright - 3:47